# 이유 (후한)
이유(李儒, 136년 이전 ~ ?)는 중국 후한 말기의 관료로, 자는 문우(文優)이며 사례 좌풍익 합양현(郃陽縣) 사람이다.

## 행적
광화 7년(184년), 민중에 퍼져 있었던 종교인 태평도의 교주 장각이 반란을 일으켰다(황건적의 난). 합양의 곽가(郭家) 또한 이에 동조하여 반란을 일으켜 성과 관청을 불태웠는데, 현령 조전(曹全)은 반란을 진압하는 한편 현의 학자인 이유·난규(欒規)·정인(程寅)을 조정에 천거하였다. 조정에 박사(博士)로 임용된 이유는 이듬해에 기무(岐茂)·상량(商量)·사마집(司馬集) 등과 함께 조전의 공적을 기리는 비를 세웠다.
초평 원년(190년), 유변을 폐위하고 홍농왕으로 내쫓은 동탁은 홍농낭중령 이유로 하여금 유변을 시해하게 하였다. 이유는 유변에게 병이 나을 것이라며 약을 바쳤고, 유변은 이유가 가져온 약이 독약임을 알았으나 그가 억지로 권하니 결국 받아먹고 죽었다.
초평 3년(192년), 동탁이 주살된 후 정권을 잡은 이각은 이유를 시중(侍中)으로 천거하였다. 헌제는 이유가 유변을 시해한 일을 들어 벌을 내리려 하였으나, 이각은 이유가 자의로 한 일이 아니라며 그를 변호하였다.

## 《삼국지연의》 속 이유
이유는 정사의 나이가 제법 많은 사람으로 등장하는 대신 동탁의 사위이며 학식이 매우 뛰어난 젊은이로 등장한다. 실제 역사에서는 가후가 동탁의 책사였으나 삼국지연의에서는 가후 대신 이유가 동탁의 책사가 된다. 이유는 동탁의 지시를 받들어 폐위된 소제와 소제의 어머니 하(何)태후에게 짐독이 든 술을 마시도록 했는데, 거부당하자 하태후를 직접 죽이고 부하에게 소제를 죽이게 했다.
반동탁 연합군이 결성된 후 초평 원년(190년)에, 원소의 숙부인 태부 원외를 죽인 일, 연합군의 공격을 피해 낙양을 떠나 장안으로 천도한 일, 낙양에 불을 지른 일, 단독으로 동탁을 추격하던 조조를 물리친 일이 모두 이유의 건의로 인해 실행된 것으로 되어 있다.
왕윤이 보낸 초선 때문에, 동탁과 여포 사이에는 갈등이 깊어지고, 나중에는 동탁이 창을 들고 여포를 쫓아가는 상황까지 발생하였다. 이때 이유는 절영지연의 고사를 이야기하며, "초선은 수많은 시녀중에 하나지만 여포는 하나 뿐인 장군이다"면서 초선을 여포에게 넘기라고 동탁에게 조언한다. 동탁은 그말이 맞다고 생각하였고, 여포에게 가는 것이 어떻느냐고 초선에게 물었는데, 초선이 칼을 들고 자진할 정도로 초선이 반대를 하여, 이유의 조언은 효과를 내지 못했다.
동탁이 죽임을 당한 후 이유는 집안 하인들에게 붙잡혀 왕윤에 의해 처형되고 저자에 목이 내걸렸다.

## 출전
- 《조전비》(曹全碑)
- 원굉, 《후한기》
- 범엽, 《후한서》 권9 효헌제기

## 같이 보기
- 삼국지 인물 목록